# Turniej o Brązowy Kask 1993
Turniej o Brązowy Kask 1993 – zawody żużlowe, organizowane przez Polski Związek Motorowy dla zawodników do 19. roku życia. W sezonie 1993 rozegrano dwa turnieje półfinałowe oraz finał.

## Finał
- 6 lipca 1993 r. (wtorek), Tarnów

| Msc. | Zawodnik              | Klub                      | Pkt  |             |  |
| ---- | --------------------- | ------------------------- | ---- | ----------- |  |
| 1    | Piotr Baron           | Sparta Wrocław            | 13+3 | (3,2,3,2,3) |  |
| 2    | Tomasz Bajerski       | Apator Toruń              | 13+2 | (2,3,3,3,2) |  |
| 3    | Rafał Dobrucki        | Polonia Piła              | 13+1 | (3,3,3,1,3) |  |
| 4    | Grzegorz Rempała      | Unia Tarnów               | 10   | (3,1,u,3,3) |  |
| 5    | Mariusz Łazarz        | Wanda Kraków              | 10   | (0,3,2,3,2) |  |
| 6    | Tomasz Świątkiewicz   | Apator Toruń              | 10   | (d,2,3,2,3) |  |
| 7    | Robert Mikołajczak    | Unia Leszno               | 10   | (2,2,2,3,1) |  |
| 8    | Mariusz Staszewski    | Stal Gorzów Wlkp.         | 7    | (2,3,1,1,d) |  |
| 9    | Waldemar Walczak      | Apator Toruń              | 7    | (1,2,2,0,2) |  |
| 10   | Piotr Rembas          | Stal Gorzów Wlkp.         | 6    | (1,0,2,2,1) |  |
| 11   | Piotr Protasiewicz    | Morawski Zielona Góra     | 5    | (3,1,u,1,d) |  |
| 12   | Grzegorz Mróz         | Unia Tarnów               | 5    | (2,1,0,2,u) |  |
| 13   | Paweł Grygolec        | KKŻ Krosno                | 5    | (1,1,1,0,2) |  |
| 14   | Piotr Kuźniak         | Morawski Zielona Góra     | 3    | (u,0,1,1,1) |  |
| 15   | Adam Skórnicki        | Unia Leszno               | 2    | (1,0,1,0,u) |  |
| 16   | Ryszard Jasik         | Sparta Wrocław            | 1    | (0,0,0,0,1) |  |
|      | rez. Tomasz Poprawski | Iskra Ostrów Wielkopolski | ns   |             |  |